# Imperator (transatlantico)
L'Imperator fu un transatlantico che, con questo nome, operò per la compagnia di navigazione tedesca Hamburg America Line (HAPAG).

## Storia

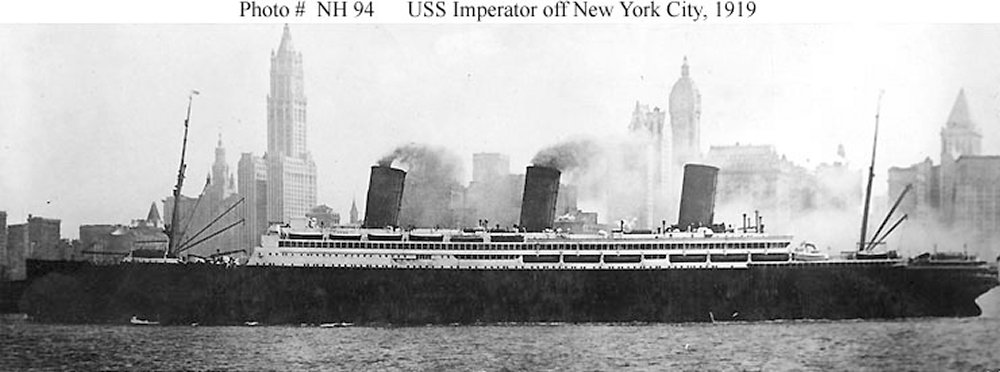
USS Imperator in servizio come nave trasporto truppe per la US Navy a New York nel 1919.

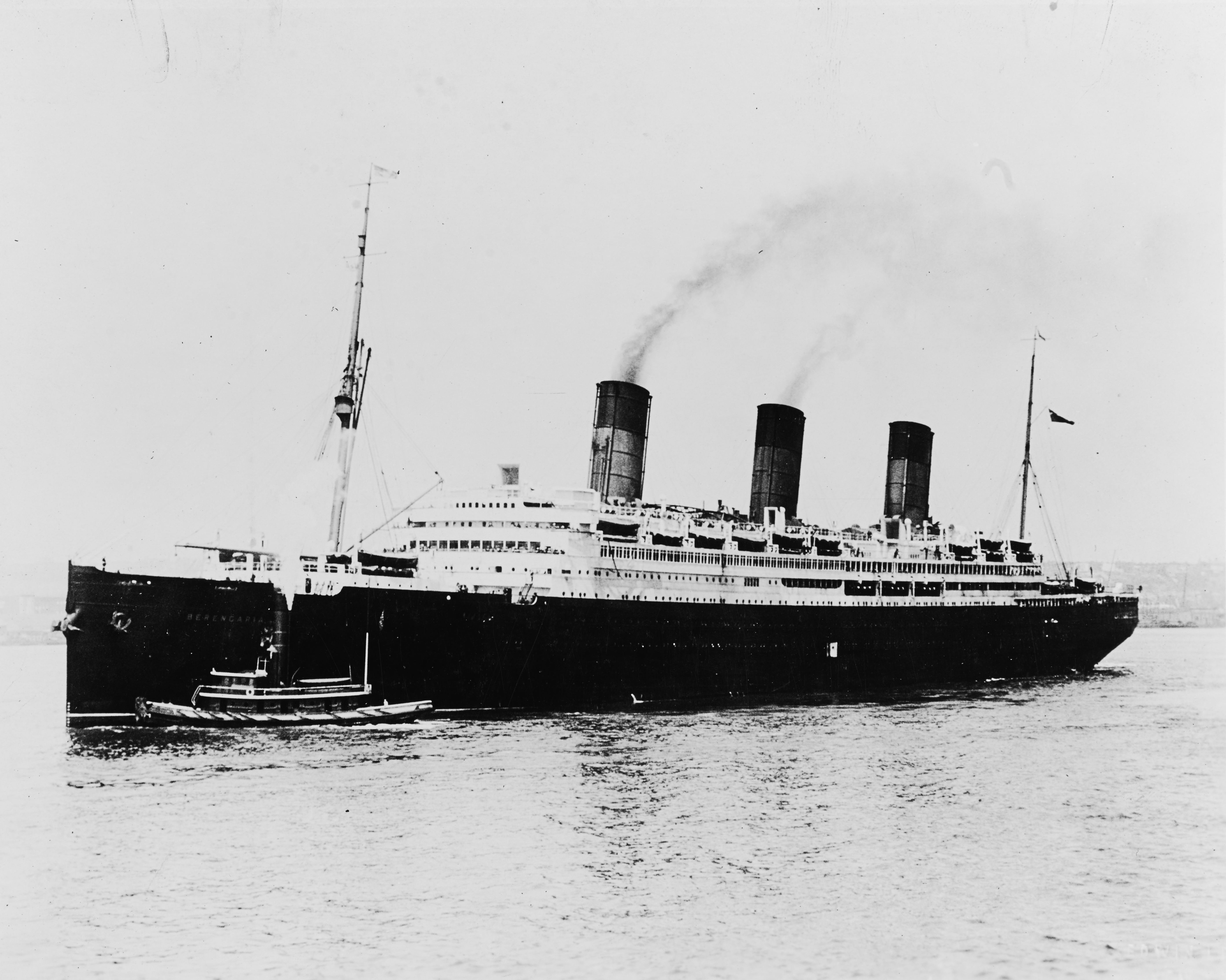
RMS Berengaria in servizio per Cunard Line.

La nave fu varata nel 1912 per conto della tedesca HAPAG, prima di un ordine di tre navi (le altre erano la Vaterland e la Bismarck) destinate a solcare l'Oceano Atlantico tra la Germania e gli Stati Uniti d'America. Quando venne completata, nel giugno 1913, era la più grande nave passeggeri esistente, superando l'RMS Olympic.
Dopo la prima guerra mondiale, durante la quale rimase in porto ad Amburgo, l'Imperator venne ceduto alla marina militare statunitense che lo registrò come USS Imperator (ID-4080), fungendo da nave da trasporto per le truppe statunitensi dall'Europa in Patria. Essa fu trasferita nel 1919 alla compagnia britannica Cunard Line per alcune riparazioni dovute alla guerra, cambiò nome in RMS Berengaria, venendo quindi demolito nel 1940.